# Alois Bauer (poslanec Říšské rady)
Alois Bauer (5. července 1844 Podsedice – 3. ledna 1928 Podsedice) byl rakouský politik německé národnosti z Čech, na konci 19. století poslanec Říšské rady, počátkem 20. století místopředseda německé sekce zemské zemědělské rady.

## Biografie
Narodil se v červenci 1844 v Podsedicích. Pocházel z trojčat. Otec Wenzel Bauer byl v Podsedicích hospodářem. Studoval v Praze a Štýrském Hradci a získal titul doktora práv. Působil na praxi u krajského soudu v Litoměřicích, byl advokátem. Později se zaměřil na politickou a veřejnou činnost. Převzal rodový statek v Podsedicích. Byl zvolen do okresního výboru v Lovosicích. Dlouhodobě zasedal v německé sekci zemské zemědělské rady v Čechách. Členem německé sekce zemské zemědělské rady byl od jejího rozdělení v roce 1892. Roku 1908 byl zvolen jejím místopředsedou.
Byl i poslancem Říšské rady (celostátního parlamentu Předlitavska), kam usedl ve volbách roku 1891 za kurii venkovských obcí v Čechách, obvod Žatec, Chomutov, Most atd. Ve volebním období 1891–1897 se uvádí jako Dr. Alois Bauer, majitel hospodářství, bytem Podsedice (Podseditz).
Na Říšské radě je roku 1891 uváděn coby člen klubu Sjednocené německé levice, do kterého se spojilo několik ústavověrných (liberálně a centralisticky) orientovaných politických proudů.
Podporoval zachování německého živlu v domovském regionu, který ležel na národnostní hranici. Zasedal v rakouské státní zemědělské radě a státní železniční radě. V roce 1907 mu byl udělen Řád Františka Josefa.
Zemřel v lednu 1928.